# Кирюшин, Виктор Фёдорович
Виктор Фёдорович Кирюшин (род. 17 октября 1953, Брянск, СССР) — советский и российский журналист, поэт, переводчик и эссеист, книгоиздатель, редактор.. Заслуженный работник культуры Российской Федерации (2007).

## Биография
Родился 17 октября 1953 года в Брянске в семье рабочих. Проходил службу в Советской армии. С 1974 года — член КПСС. Печатается с 1977 года в журнале «Пионер».
В 1982 году заочно окончил факультет журналистики МГУ имени М. В. Ломоносова.
В 1981—1983 годах — редактор газеты «Брянский комсомолец».
В 1983—1986 годах работал в ЦК ВЛКСМ.
В 1986—1996 годах — заместитель главного редактора, затем главный редактор издательства «Молодая гвардия».
С 1989 года — член Союза писателей СССР.
С 1992 года — член Союза писателей России. Член Союза журналистов России.
В 1996—1998 годах — главный редактор журнала «Очаг». Заместитель ответственного редактора издательского дома «Сельская новь».
В 1998—2013 годах — главный редактор журнала «Сельская новь».
Печатался в журналах «Москва», «Наш современник», «Сельская молодёжь», «Нева», «Подъём», «Молодая гвардия», «Смена», «Континент», «Сибирские огни», «Новая Немига» (Белоруссия), «Простор» (Казахстан), альманахе «День поэзии» газетах Литературная газета
Переводил с украинского, серболужицкого, грузинского языков по подстрочникам и общаясь с авторами.

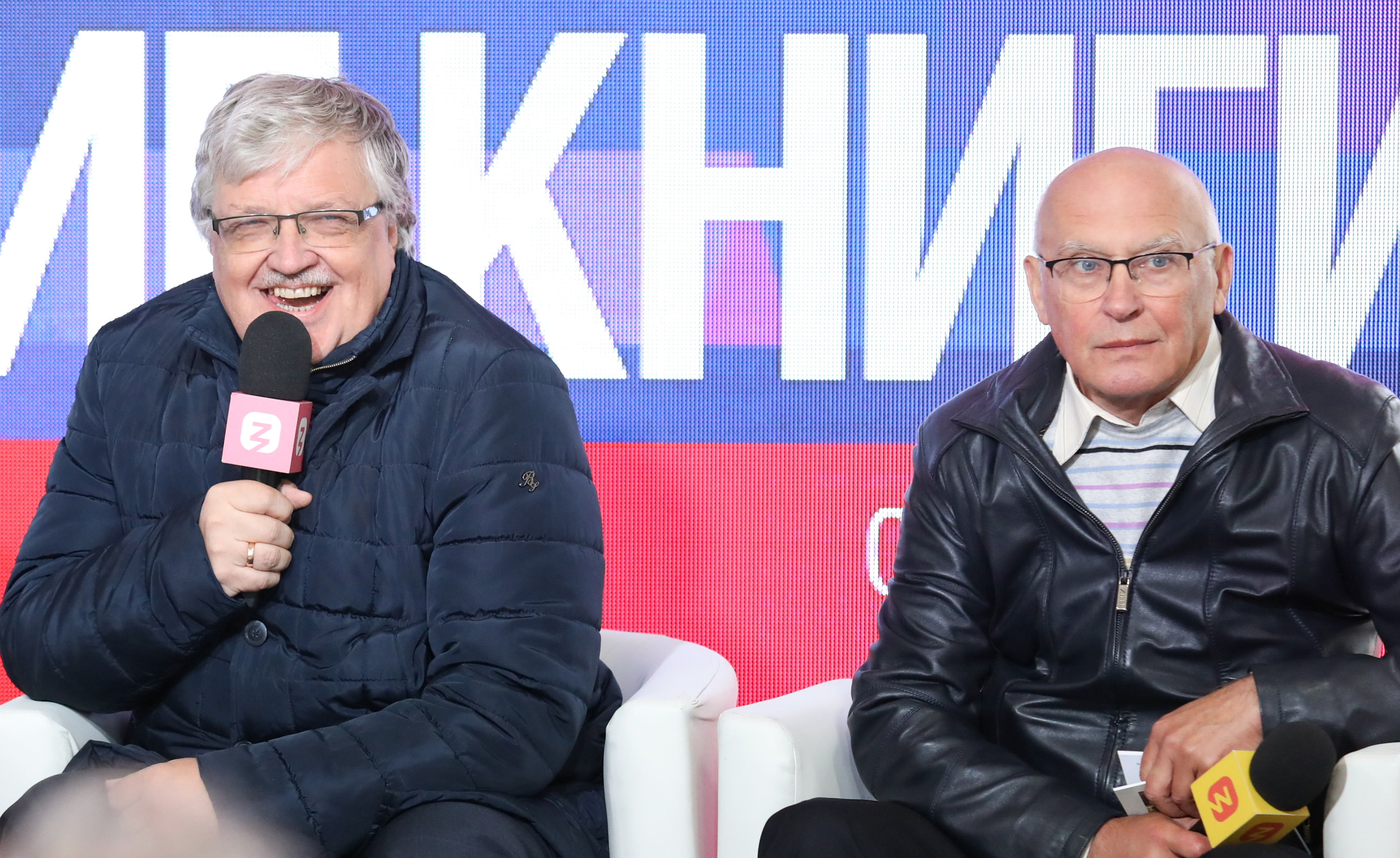
Сергей Дмитриев и Виктор Кирюшин на книжном фестивале «Красная площадь» — 2023

## Общественная позиция
В 2022 году подписал письмо в поддержку российского военного вторжения на Украину.

## Награды
- Медаль Пушкина (11 апреля 2024 года) — за большой вклад в развитие отечественной культуры и искусства, многолетнюю плодотворную деятельность[5]
- Заслуженный работник культуры Российской Федерации (16 февраля 2007 года) — за заслуги в области культуры, печати, телерадиовещания и многолетнюю плодотворную работу[1][2][6]
- Премия Ленинского комсомола в области литературы и искусства (1989).[2]
- Международная премии имени Андрея Платонова «Умное сердце».[1][2]
- Лауреат независимой литературной премии «На встречу дня!» имени Бориса Корнилова.[1]
- Золотой лауреат фестиваля-конкурса «Русский Stil» в Германии.[1]
- Приз «Серебряный Витязь» и диплом за книгу стихотворений «Неизбежная нежность».[7]
- Всероссийская премия им. Ф. И. Тютчева «Русский путь» (2013)
- Премия журнала «Нева» (2013)
- Всероссийская премия имени Николая Гумилёва (2016)
- Лауреат литературной премии им. Николая Лескова «Очарованный странник» (2017)
- Лауреат литературной премии имени Роберта Рождественского (2018)
- Лауреат Международного литературного конкурса им. Ф. И. Тютчева «Мыслящий тростник» (2021).
- Лауреат ХIII Патриаршей литературной премии им. Святых Равноапостольных Кирилла и Мефодия (2024).

## Статьи
- Кирюшин В. Ф. Мельница дьявола «Если вы хотите разбогатеть, надо основать религию». Рон Хаббард, создатель сайентологии // Литературная газета. — 15.01.2014. — № № 1-2 (6445). Архивировано 25 января 2014 года. (копия)

## Поэзия
- Кирюшин В. Ф. Стезя. : Стихи / Виктор Кирюшин. — М.: Молодая гвардия, 1987. — 45,[3] с.
- Кирюшин В. Ф. «Чередованье тьмы и света»: Стихотворения. — М.: Молодая гвардия — 112 с. ISBN 5-235-02603-9 (Б-ка лирической поэзии «Золотой жираф»)
- Кирюшин В. Ф. «Венок славы» (антология)
- Кирюшин В. Ф. «Русская поэзия XXI век» (антология)
- Кирюшин В. Ф. «Молитвы русских поэтов» (антология)
- Публикация в журнале «Континент» № 71 за 1992 год
- Русская поэзия: XX век. Антология
- журнал «Юность» № 11 за 2011 год
- Кирюшин В. Ф. «Накануне снега и любви». — М. : Вече, 2009. — 78 с.
- Кирюшин В. Ф. Стихи // Сибирские огни. — № 5. август 2005.
- Кирюшин В. Ф. Стихи // «Нева». — 2012. — № 3. (копия)
- Кирюшин, В. Ф. Неизбежная нежность : стихотворения / Виктор Кирюшин; оформ. кн.: М. Г. Хабибуллов. — Москва : Издательский дом «Вече», [2012]. — 255, [1] с.: ил.; 17 см.- 1000 экземпляров . — ISBN 978-5-4444-0144-6 : (в переплёте)
- Кирюшин В. Ф. Стихи // Сибирские огни. — № 8. август 2013.

## Переводы
- Richard Taillefer Forets qui portez tout — Леса, которым вы несёте всё // Музыка перевода, 08.11.2012